# Alfons Anker
Alfons Anker (Berlino, 1º dicembre 1872 – Stoccolma, 14 dicembre 1958) è stato un architetto tedesco.
Lavorò con i razionalisti Wassili Luckhardt e Hans Luckhardt, firmando con loro varie opere a Dahlem (Berlino) e Potsdam.